# Jerry Unser
Jerry Unser (Colorado Springs, Colorado, 15 november 1932 - Indianapolis, Indiana, 17 mei 1959) was een Amerikaans autocoureur. Hij nam deel aan de Indianapolis 500 in 1958, maar scoorde hierin geen punten voor het wereldkampioenschap Formule 1. Hij overleed in een trainingscrash voor de Indy 500 in 1959. Zijn broers Al en Bobby en zijn neef Al Jr. hebben de "500" allemaal gewonnen. Zijn zoon Johnny en neef Robby hebben ook deelgenomen.